# تشارلز بينيت (مقاتل)
تشارلز بينيت (بالإنجليزية: Charles Bennett) هو فنان قتال مختلط أمريكي، ولد في 23 نوفمبر 1979 في غينزفيل في الولايات المتحدة.

## وصلات خارجية
- تشارلز بينيت على موقع بوكس ريك (الإنجليزية) (registration required)
- تشارلز بينيت على موقع شيردوغ (الإنجليزية)
- تشارلز بينيت على موقع IMDb (الإنجليزية)
- تشارلز بينيت على موقع قاعدة بيانات الفيلم (الإنجليزية)